# Dolne Pole (województwo wielkopolskie)
Dolne Pole – wieś w Polsce położona w województwie wielkopolskim, w powiecie szamotulskim, w gminie Kaźmierz.
Wieś leży w bezleśnej okolicy, na południowy wschód od siedziby gminy.
Pod koniec XIX wieku folwark Dolne Pole wchodził w skład powiatu szamotulskiego i należał do majątku Nowawieś. W latach 1975–1998 miejscowość administracyjnie należała do województwa poznańskiego. W 2011 roku wieś liczyła 175 mieszkańców.